# Список керівників держав 1040 року
Список керівників держав 1040 року — це перелік правителів країн світу 1040 року
Список керівників держав 1039 року — 1040 рік — Список керівників держав 1041 року — Список керівників держав за роками

## Європа

### Британські острови
- Шотландія:
  - Альба (королівство) — Дункан I, король (1034–1040); Макбет, король (1040–1057)
- Англія — Гарольд I, король (1035–1040); Гардекнуд, король (1040–1042)
- Уельс:
  - Гвент — Мейріг ап Хівел, король (1015–1045)
  - Гвінед — Грифід ап Ллівелін, король (1039–1063)
  - Глівісінг — Хівел ап Оуен, король (990–1043)
  - Дехейбарт — Хівел ап Едвін, король (1033–1044)

### Північна Європа
- Данія — Хардекнуд, король (1035–1042)
- Ірландія — Доннхад мак Бріайн, верховний король (1022–1064)
  - Айлех — Ніалл мак Маел Сехнайлл, король (1036–1061)
  - Дублін — Івар III, король (1038–1046)
  - Коннахт — Арт Уаллах мак Айдо (бл. 1030–1046)
  - Лейнстер — Мурхад II, король (1039–1042)
  - Міде — Конхобар Уа Маел Сехлайнн, король (1030–1073)
  - Мунстер — Доннхад мак Бріайн, король (1014–1064)
  - Ольстер — Ніалл мак Еохада, король (1016–1063)
- Ісландія — Торкель Тюрвассон, закономовець (1034–1053)
- Норвегія — Магнус I Добрий, король (1035–1047)
- Швеція — Анунд Якоб, король (1022–1050)

### Франція
Генріх I, король (1031–1060)
- Аквітанія — Гійом VII, герцог (1039–1058)
- Ангулем — Жоффруа I, граф (1032–1048)
- Анжу — Фульк III Нерра, граф (987–1040)
- Бретань — Ален III, герцог (1008–1040)
  - Нант — Матьє, граф (1038–1051)
- Бургундське герцогство — Роберт I, герцог (1032–1076)
- Бургундське графство — Рено I, граф (1026–1057)
- Вермандуа — Оттон, граф (1010–1045)
- Гасконь — Бернар II Тюмапалер, герцог (1040–1052)
- Готія — Гуго, маркіз, граф Руергу (1008–1054)
- Каркассон — П'єр Раймунд, граф (бл. 1012–1060)
- Макон — Оттон II, граф (1004–1049)
- Мо і Труа — Етьєн II де Труа, граф (1037–1047)
- Мен — Гуго IV, граф (бл. 1035–1051)
- Невер — Рено I, граф (1028–1040)
- Нормандія — Вільгельм I Завойовник, герцог (1035–1087)
- Овернь — Гійом V, граф (бл. 1032 — бл. 1064)
- Руерг — Гуго, граф (1008–1054)
- Руссільйон — Госфред II, граф (1013–1074)
- Тулуза — Понс Гійом, граф (1037–1060)
- Шалон — Тібо, граф (1039–1065)
- Фландрія — Бодуен V Благочестивий, граф (1035–1067)

### Священна Римська імперія
- - Генріх III Чорний, імператор (1039–1046)
- Баварія — Генріх VI Чорний, герцог (1027–1042, 1047–1049)
- Саксонія — Бернгард II, герцог (1011–1059)
- Швабія — Генріх Чорний, герцог (1038–1045)
- Австрійська (Східна) марка — Адальберт Переможний, маркграф (1018–1055)
- Каринтія — Генріх III Чорний, герцог (1039–1047)
- Лувен — Оттон I, граф (1038—1040); Ламберт II, граф (1040–1062)
- Лужицька (Саксонська Східна) марка — Еккегард II, маркграф (1034–1046)
- Мейсенська марка — Еккегард II, маркграф (1038–1046)
- Північна марка — Бернгард II Молодший, маркграф (бл. 1018 — бл. 1044)
- Тосканська марка — Боніфацій III, маркграф (IV) (1027–1052)
- Богемія (Чехія) — Бржетислав I, князь (1034–1055)
- Штирія (Карантанська марка) — Арнольд II, маркграф (1035–1055)
- Верхня Лотарингія — Гоцело I, герцог (1033–1044)
- Нижня Лотарингія — Гоцело I, герцог (1023–1044)
- Ено (Геннегау) — Герман, граф (1039–1051)
- Намюр (графство) — Альберт II, граф (бл. 1031 — бл. 1063)
- Люксембург — Генріх II, граф (1026–1047)
- Голландія — Дірк IV, граф (1039–1049)
- Прованс:
  - Фульк Бертран, маркіз (1037–1051)
  - Емма, графиня (бл. 1037–1063)
  - Фульк Бертран, граф (1018–1051)
  - Жоффруа I, граф (1018 — бл. 1062)
- Савоя — Гумберт I Білорукий, граф (1032 — бл. 1047)

### ЦентральнатаСхідна Європа
- Польща — Казимир I Відновитель, князь (1039–1058)
- Рашка (Сербія):
  - Дукля (князівство) — Стефан Воїслав, жупан (1018–1052)
- Угорщина — Петро Орсеоло, король (1038–1041, 1044–1046)
- Хорватія — Степан I, король (1030–1052)
- Київська Русь — Ярослав Мудрий, великий князь (1016–1018, 1019–1054)
  - Новгородське князівство — Володимир Ярославич, князь (1034–1052)
  - Полоцьке князівство — Брячислав Ізяславич, князь (1003–1044)

### Іспанія,Португалія
- Ампуріас — Уго I, граф (991–1040); Понс I, граф (1040 — бл. 1078)
- Барселона — Рамон Беренгер I Старий, граф (1035–1076)
- Безалу — Гільєрмо I Товстий, граф (1020–1052)
- Конфлан і Серданья — Рамон, граф Віфред (1035–1062)
- Леон — Фердинанд I Великий, король (1037–1065)
- Наварра (Памплона) — Гарсія III, король (1035–1054)
- Пальярс Верхній — Бернат (Бернардо) II, граф (бл. 1035 — бл. 1049)
- Пальярс Нижній — Рамон III (IV), граф (бл. 1011 — бл. 1047)
- Уржель — Ерменгол III, граф (1038–1065)
- Кордовський халіфат:
  - Кордовська тайфа — Абу-л-Хазм Джахвар бін Муаммад, емір (1031–1043)
- Португалія — Менду III Нуніш, граф (1028–1050/1054)

### Італія
- Венеція — Доменіко Флабаніко, дож (1032–1042)
- Беневенто — Пандульф III, князь (1033–1050)
- Капуя — Пандульф IV, князь (1016–1022, 1026–1038, 1047–1050)
- Салерно — Гваймар IV, князь (1027–1052)
- Неаполь — Іоанн V, герцог (1034–1042)
- Папська держава — Бенедикт IX, Папа Римський (1032–1044, 1045,1047–1048)
- Сицилійський емірат — Абдалла, емір (1036–1040); Хасан аль-Самсам, емір (1040–1053)

### Візантійська імперія
- Візантійська імперія — Михаїл IV Пафлагонський, імператор (1034–1041)

## Азія

### Західна Азія
- Аббасидський халіфат — Аль-Каїм Біамріллах, халіф (1031–1075)
- Буїди:
- Абу Калінджар,шаханшах, емір Кермана і Фарсу (1027–1048)
- Джалал ад-Даула, шаханшах, емір Іраку (1027–1044)

Кавказ:
- Вірменія:
  - (Анійське царство) — Ованес-Смбат, цар (1020–1041); Ашот IV Хоробрий, цар (1022–1040)
  - Карське царство — Гагік, цар (1029–1065)
  - Сюнікське царство — Васак, цар (998–1040); Смбат II Ашотян (1040-1051)
  - Ташир-Дзорагетське царство — Давид I Безземельний, цар (989–1048)
- Грузія — Баграт IV, цар (1027–1072)
  - Тбіліський емірат — Джаффар III бен Алі, емір (1032–1046)
- Дербентський емірат — Абдулмалік II ібн Мансур, емір (1034–1043)
- Держава Ширваншахів — Абу Мансур Алі ібн Язід, ширваншах (1034–1043)
- Шеддадіди (Гянджинський емірат) — Алі Лашкарі II, емір (1034–1049)

### Центральна Азія
- Газнійська держава (Афганістан) — Масуд I, султан (1030–1040); Мухаммад, султан (1940-1941)
- Персія:
  - Раввадіди — Вахсудан Абу Мансур, емір (1019–1054)
- Середня Азія:
  - Караханідська держава — Сулеймен Арслан, хан (1034–1040)
  - Огузи — Шах-Малік, ябгу (бл. 998–1042)

### Південна Азія
- Індія:
  - Венгі— Східні Чалук'я — Раджараджанарендра, магараджа (1019–1061)
  - Держава Хойсалів — Нріпакама II, перманаді (1026–1047)
  - Імперія Пала — Наяпала, магараджа (1038–1055)
  - Камарупа — Дхарма Пала, магараджахіраджа (1035–1060)
  - Качарі — Удітья, цар (1010–1040); Прабхакар, цар (1040–1070)
  - Кашмір — Анантадева, цар (1028–1063)
  - Орісса — Яяті II, магараджа (1025–1040); Удіотакесарі, магараджа (1040–1065)
  - Парамара (Малава) — Бходжа, магараджа (1010–1055)
  - Соланка — Бхімадева I, раджа (1021–1063)
  - Харікела (династія Чандра) — Говіндачандра, магараджахіраджа (бл. 1020 — бл. 1050)
  - Держава Чера — Раджасімха, магараджа (1028–1043)
  - Чола — Раджендра I, магараджа (1014–1044)
  - Ядави (Сеунадеша) — Бхіллама III, магараджа (1025–1040); Вадугі II, магараджа (1040–1045)

### Південно-Східна Азія
- Кхмерська імперія — Сурьяварман I, імператор (1011–1050)
- Дайков'єт — Лі Тхай Тонг, імператор (1028–1054)
- Далі (держава) — Дуань Сучжень, король (1026–1041)
- Паган — Соккате, король (1038–1044)
- Індонезія:
  - Сунда — Прабу Детіа, король (1030–1042)
  - Куріпан — Ерлангга, раджа (1019–1045)

### Східна Азія
- Японія — Ґо-Судзаку, імператор (1036–1045)
- Китай (Імперія Сун) — Жень-цзун (Чжао Чжень), імператор (1022–1063)
- Корея:
  - Корьо — Чонджон, ван (1034–1046)

## Африка
- Альморавіди — Абдаллах ібн Ясін, імам (1040 — бл. 1059)
- Гана — Бассі, цар (1040–1062)
- Аксум (Ефіопія) — Йемрехана Крест, імператор (1039–1079)
- Зіріди — Аль-Муїзз Шараф ад-Даула ібн Бадіс, емір (1016–1062)
- Імперія Гао — Бай Кайна Камба, дья (бл. 1020 — бл. 1040)
- Мукурра — Георгій III, цар (бл. 1030 — бл. 1080)
- Фатімідський халіфат — Маад аль-Мустансір Біллах, халіф (1036–1094)
- Канем — Аркі, маї (1035–1077)
- Хаммадіди — Каїд ібн Хаммад, султан (1028–1054)